# 新郑一级路
新郑一级路是贯穿郑州市惠济区、新乡市平原新区、原阳县、新乡县、主市区的一条快速道路，全长约57公里。道路前身为 107国道与京珠高速公路的共线路段，按高速公路标准建设，双向四车道。2004年9月30日京珠高速新乡至郑州段竣工通车后，改为107国道专有道路。后经过新乡市方面的改造，成为连接新乡市与郑州市的一条高标准公路。改造后新乡境内路段为双向六车道。
随着107国道的东移，新郑一级路目前为 101省道的一段。

## 路线
新郑一级路北端始于新乡市牧野区107国道与金穗大道互通立交，向南经郑州黄河公路大桥止于花园口立交桥，并在该立交桥与郑州北四环、中州大道和花园路相连通。